# Late! Chile
Late! es una empresa chilena que produce y comercializa agua purificada embotellada. Es además la primera empresa de Chile que implementó un modelo en que el 100% de las utilidades es donado a fundaciones de beneficencia sin fines de lucro. Por esta razón, los medios de comunicación la han descrito en diversas ocasiones como la primera empresa social de Chile.

## Historia
Late! fue constituida el año 2008 como una sociedad de responsabilidad limitada. Sus socios fundadores son Pedro Traverso, Guillermo Rolando, Francisco Ruiz, Juan Pablo Larenas y Cristóbal Barros. En diciembre del año 2008, la empresa inició las ventas de su primer producto, agua embotellada en formato de 500 cc, con y sin gas. El 1 de julio de 2009, Late! realizó su primera donación a la Fundación San José, por un monto de $1 084 215 (pesos chilenos). Ese mismo año, se incorporaron dos nuevos socios a la empresa: Paula Margotta y Manuel Matta.
Late! desarrolló una campaña de lanzamiento en que participaron actores y personalidades de la televisión chilena, tales como José Miguel Viñuela, Ángela Prieto, Ignacio Franzani y Paz Bascuñán, entre otros.

## Donaciones
Entre el 1 de julio de 2009 y el julio de 2017, Late! ha efectuado donaciones por un monto total de $729 189 086. Las instituciones receptoras de las donaciones son la Fundación San José, Cruz Roja Chilena, Aldeas Infantiles SOS, CONIN, Fundación Nuestros Hijos, Fundación María Ayuda y Fundación Fútbol Más, entre otras.
Las donaciones de la empresa están orientadas a fundaciones que trabajan sobre grupos vulnerables de niños y jóvenes, y que forman parte de la Comunidad de Organizaciones Solidarias de Chile.
En marzo de 2010, Late! realizó una donación a los damnificados por el terremoto que golpeó a Chile en febrero de ese año. Junto con ello, se envió agua embotellada a la localidad de Curanilahue, una de las más afectadas por el sismo, en aviones de la Fuerza Aérea de Chile.

## Modelo de negocios
Late! opera con una lógica comercial similar a las empresas de su sector, con una estructura operativa integrada por diversas áreas como administración, finanzas, comercial, producción y distribución. Dentro de su modelo de negocios se contempla que una vez cubiertos todos los gastos necesarios para la operación, la utilidad resultante se utilice íntegramente para fines sociales específicos.
Late! ha usado este aspecto diferenciador de su modelo de negocios como un elemento de promoción, con eslóganes como «Late! el agua que te hace bueno» o «Late! agua 100% solidaria».
En un principio, Late! comercializó sus productos a través de cadenas de supermercados para luego orientarse a clientes institucionales como clínicas, casinos y grandes empresas mineras.
La empresa ha establecido, además, una modalidad en que las propias organizaciones pertenecientes a la Comunidad de Organizaciones Solidarias consiguen nuevos clientes para Late! y luego son los beneficiados directos de los resultados obtenidos por esta operativa de venta.

## Información financiera y contable
La empresa ha manifestado su intención de dar a conocer toda su información financiera y contable. Las cuentas de Late! son publicadas en su sitio web oficial, al igual que todas las donaciones realizadas. A su vez, sus estados contables son auditados por la empresa KPMG.

## Empresa B
Late! se convirtió en una «empresa B» certificada en julio de 2012.
El reporte de impacto que realiza el sistema de «empresas B» le otorgó un puntaje de ochenta, el mínimo requerido para lograr la certificación. Este puntaje se desagrega en siete puntos por la transparencia de su gobierno corporativo, doce puntos por la relación con sus trabajadores, cincuenta y cinco puntos por su impacto en la comunidad y seis puntos por su contribución medioambiental.
Durante el 2017 Late! fue nuevamente certificado esta vez con un puntaje de 86.

## Proyectos
Late! ha dado a conocer su intención de ingresar en el mercado de los bidones de agua, ya sean dispensadores o purificadores, mediante financiamiento obtenido en el Fondo de Inversión Social de la empresa chilena Claro y Asociados. 
Late! ha contratado un primer empleado en Perú para iniciar su expansión internacional y posee registro de marcas en Argentina y Colombia.
Los fundadores de Late! han señalado que el objetivo de la empresa es comercializar productos de igual calidad y precio que los competidores, con el valor adicional del beneficio social. Bajo esta línea, se puede contemplar la expansión hacia otros productos como arroz, azúcar y aceite. 

## Estructura societaria y equipo
Actualmente, Late! pertenece a la Fundación Elige Bien, la cual posee el 99,9% de su patrimonio (el 0,01% pertenece a Pedro Traverso, socio fundador principal). Esta fundación fue creada por los mismos socios con el objetivo de garantizar el propósito social de Late!, ya que la normativa legal vigente para empresas comerciales permite donar, de forma libre de impuestos, únicamente el 5% de las utilidades obtenidas.
El primer gerente general de Late! fue Pedro Pablo del Campo. En junio de 2009 asumió en su reemplazo Eduardo Castillo. Late! cuenta con un Directorio conformado por los siguientes empresarios y personas vinculadas al mundo social: Ricardo Majluf, Sergio Guzmán, Alejandra Pizarro y Marcos Lima.
Desde el año 2017 la gerencia general fue asumida por Celine Richeaux.

## Premios
Late! fue finalista del Premio Avonni 2012. El premio Avonni es un galardón honorífico a la innovación en Chile entregado anualmente por Televisión Nacional de Chile, El Mercurio y Foro Innovación, bajo el patrocinio de la Corporación de Fomento de la Producción y del Ministerio de Economía.